# TPS Salibandy
TPS Salibandy ist die Floorballabteilung des finnischen Multisportvereins TPS (offiziell: Turun Palloseura) aus Turku. Zum Verein gehören auch eine Fußball- und eine Eishockeymannschaft. Die Unihockey-Abteilung wurde 1995 gegründet. Das Team trägt seine Heimspiele in der AGCO Power Arena aus, die 1900 Zuschauern Platz bietet. Die Herrenmannschaft spielt seit der Saison 2007/08 wieder in der höchsten finnischen Liga, der F-Liiga, nachdem das Team 1995 abgestiegen war. 2023 wurde TPS erstmals finnischer Meister bei den Herren.
Auch die Damenmannschaft wurde 1996 gegründet und spielt seit der Saison 2007/08 in der höchsten Liga, der F-Liiga, mit Ausnahme eines einjährigen Abstiegs in der Saison 2011/12. Sie haben in den Spielzeiten 2021/22 bis 2023/24 drei Meistertitel in Folge gewonnen und dabei die Saison 2022/23 ohne eine einzige Niederlage gewonnen.

## Erfolge
- Meister (Herren): 2023
- Meister (Damen): 2022, 2023, 2024
- Pokalsieger (Damen): 2024